# 葛飾区立保田しおさい学校
葛飾区立保田しおさい学校（かつしかくりつ ほたしおさいがっこう）は、千葉県安房郡鋸南町にある全寮制の公立特別支援学校で、設置者は東京都葛飾区である。。
喘息、肥満、虚弱、偏食の子供に対して健康指導、食育指導等を行い、健康課題の解決と、心身の健やかな成長を目的とする。
所在地は千葉県安房郡鋸南町だが、葛飾区の設置する学校であるため、入校対象は葛飾区在住の小学校3年から6年生の児童のみに限られ、年3回（夏・秋・冬）または随時の体験学習を経て入校することができる。
校舎は、1階が教室、食堂等で、2階が寄宿舎になっている。寮室は8部屋あり、一部屋の最大定員は8名である。
カリキュラムや教科書は、葛飾区内公立小学校に準じているが、自立活動の時間で、健康について学んだり実践したりしている。

## 学部
- 小学3年〜6年

## 所在地
- 千葉県安房郡鋸南町大六180-2

## 交通
- JR内房線 安房勝山駅下車 徒歩15分

## 教育目標
- 「心も体も健やかでたくましい子」

　進んで体をきたえる子・よく考えやりぬく子・仲良く助け合う子

## 沿革
- 1952年（昭和27年）10月 - 千葉県安房郡保田町に、葛飾区立保田養護学園として開園(校名の由来)。
- 1968年（昭和43年）4月 - 葛飾区立保田養護学校として開校。
  - 9月：鋸南町大字大六原に新校舎落成移転。
- 1970年（昭和45年）10月 - 校歌制定。
- 1971年（昭和46年）10月 - 本校記録映画「きたえ学ぶ子ら」文部省選定映画となる。
- 1979年（昭和54年）1月 - 校章制定。
- 2008年（平成20年）4月 - 葛飾区立保田しおさい学校と校名変更、新校章制定[2]。